# A系列與B系列
在哲學中，A系列與B系列是對於在事件之中的時序關係的兩種不同描述。這兩種系列根本不同之處在於對於事件間的時間關係描述的時態用法。這組詞彙最早被蘇格蘭觀念論哲學家約翰·麥克塔加特（John McTaggart）在1908年有關時間的不實在性的論證中被使用，自此之後，這組詞彙在當代時間哲學的討論中就被廣泛引用。

## McTaggart對於A系列與B系列之使用

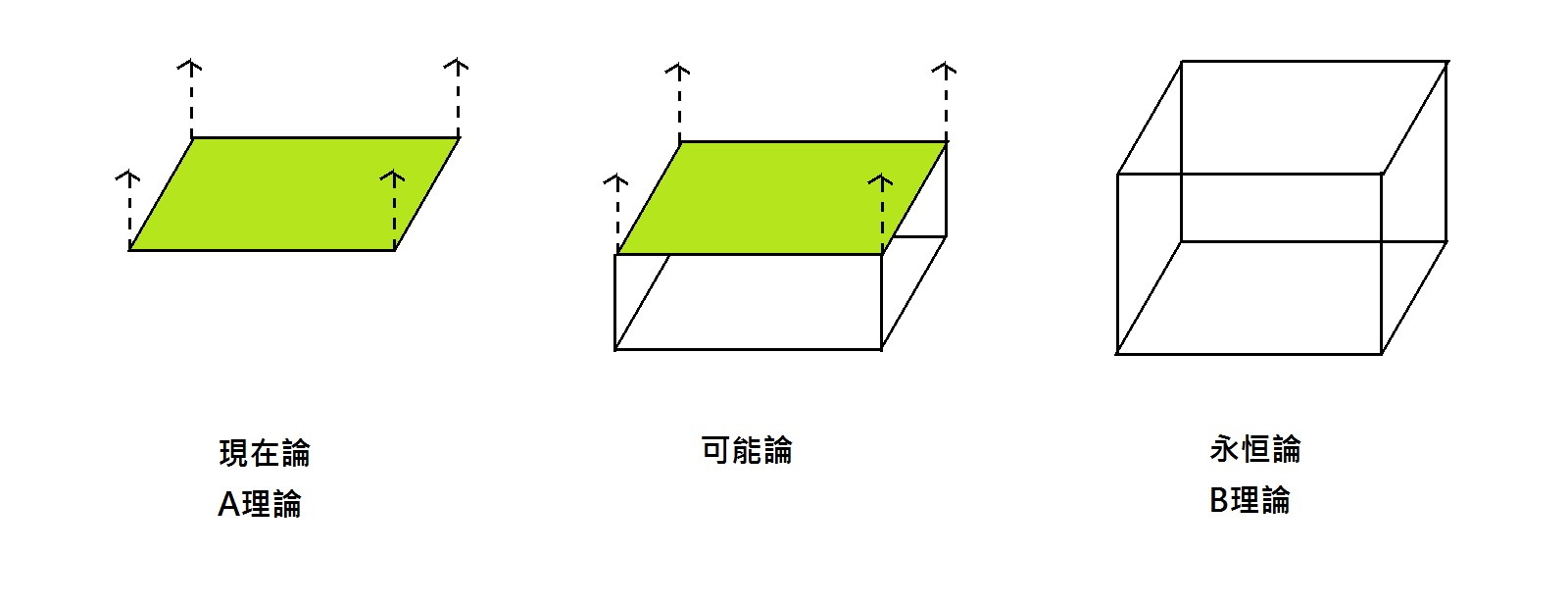
A理論與B理論。A理論中，只有現在存在；可能論中，過去存在；B理論中，過去與未來皆存在。

根據McTaggart，在所有事件於時間的排序中存在兩種不同的模式。

###### A理论
在第一種模式，事件藉由非關係的單數謂詞「…是過去的」、「…是現在的」以及「…是未來的」的方式排列。當我們以這種方式表示時間，我們在表示一位置之系列，此一位置之系列從較遠的過去通過較近的過去運行到現在，並從現在通過較近的未來抵達較遠的未來。對於一事件，這個描述模式的根本特徵是必須將時間位置之系列想成是不斷變化的存在，也就是說一個事件，首先是未來的一部分，再來是現在的一部分，最後才是過去的一部分。 此外，根據此一模式的斷言蘊含了使用者本身的時間觀。
尽管McTaggart最初将事态定义为关系性质，即时态是一系列时间的关系于时间之外的联系(因此，时间的关系不会因为时间而改变)，而今天，人们普遍认为时态是一种单子性质，而McTaggart一定将时态理解为一元时态，因为在英语时态中，时态通常用关系单数谓词进行表达。

###### B理论
第二個觀點，我們可以藉由非對稱性的、非反身的且傳遞的二位關係—像是「在這之前」以及「在這之後」—排序事件，這也就是B系列，而說所有關於時間的真理都可以被化約為B系列描述的哲學觀點被稱為時間之B理論。
這兩個系列的邏輯和語言表式極端不同。A系列是時態的而B系列是無時態的。例如，「今天在下雨」是時態的斷言，因為它依賴於說話者的時態觀點—也就是在現在。然而聲稱「1996年6月15日下雨」是無時態的，因為它不依賴於說話者的時態觀點。從上述兩個斷言的真值的觀點來看，這兩個命題如果都是在1996年6月15日做成的，那麼它們二者會有相同的真值（要麼都真要麼都假）。兩個事件的先後非時態關係，說E先於F，不會隨著時間而改變。另一方面，事件E或F是過去、現在或未來的特徵會隨著時間而改變。
如果我們假設第一種觀點，那麼我們彷彿說B系列沿著一固定的A系列滑動；如果我們假設第二種觀點，那麼我們彷彿說A系列沿著一固定的B系列滑動。